# Біппен
Біппен (нім. Bippen) — громада в Німеччині, розташована в землі Нижня Саксонія. Входить до складу району Оснабрюк. Складова частина об'єднання громад Фюрстенау.
Площа — 79,25 км2. Населення становить 2997 ос. (станом на 31 грудня 2021).

## Галерея

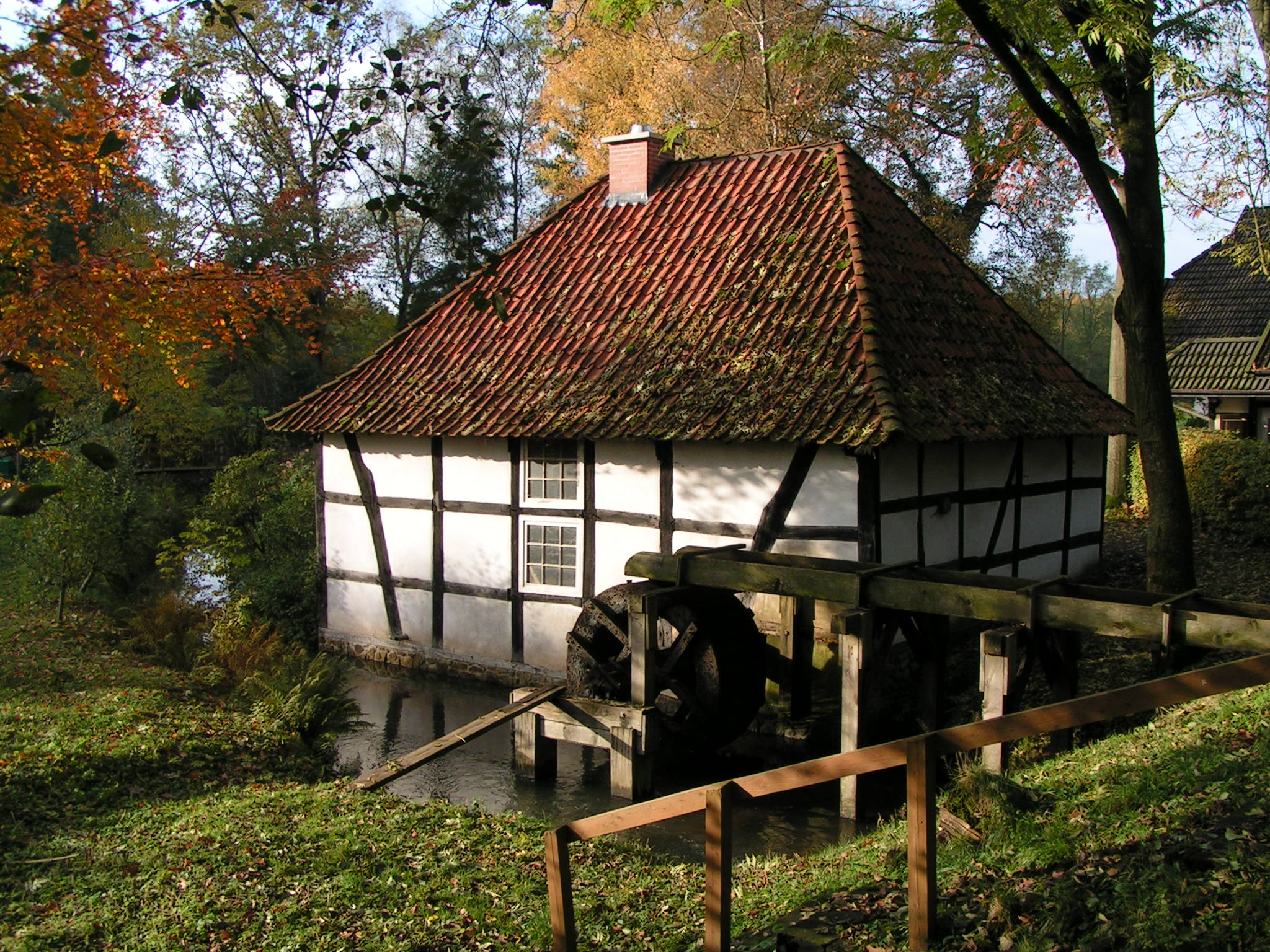
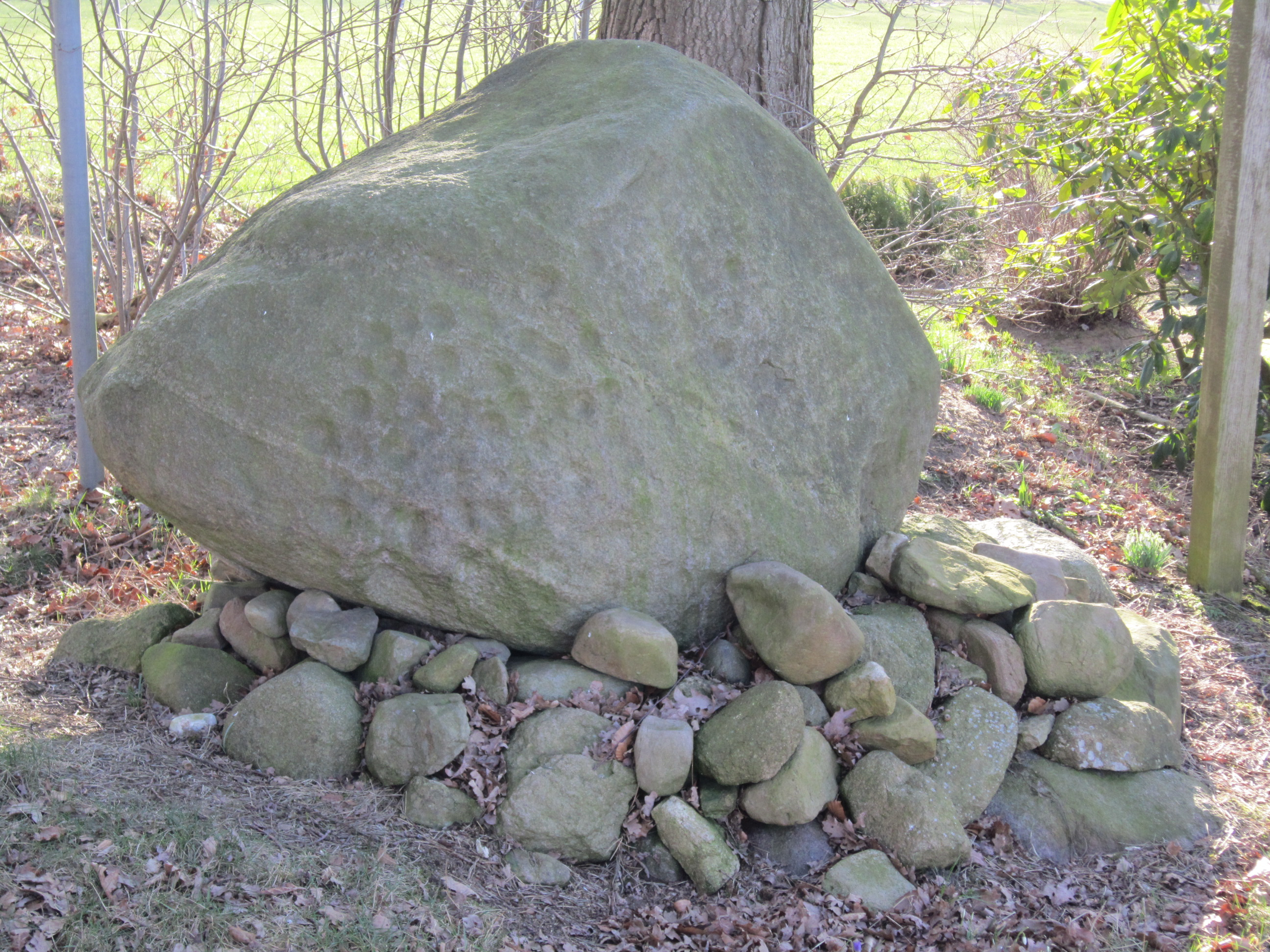